# Michał Gazda (reżyser)
Michał Gazda (ur. 13 maja 1972 w Łodzi) – polski reżyser filmowy.

## Życiorys
Ukończył kulturoznawstwo (specjalność filmoznawstwo) na Uniwersytecie Łódzkim, a także reżyserię na Wydziale Radia i Telewizji Uniwersytetu Śląskiego w Katowicach. Jest reżyserem filmów, seriali oraz około 300 reklam telewizyjnych.
Jest synem historyka Grzegorza Gazdy (1943–2020).

## Reżyseria

### Filmy
- 2007: Świadek koronny
- 2010: Komedia romantyczna (spektakl telewizyjny)
- 2023: Znachor

### Seriale
- 2007: Odwróceni (odcinki: 4-9, 11-13)
- 2010: Usta usta (odcinki: 14, 15, 16, 17, 22, 23, 24, 25)
- 2014: Wataha (odcinki: 1, 2, 3, 4)
- 2016: Druga szansa (odcinki: 1-6)
- 2016: Druga szansa. Drugi sezon (odcinki: 1-4)
- 2017: Druga szansa. Czwarty sezon (odcinki: 1-4)
- 2017: Belle Epoque
- 2019: Odwróceni. Ojcowie i córki (odcinki: 1-4)
- 2020: Królestwo kobiet (odcinki: 7, 8)
- 2022: Zachowaj spokój (odcinki: 1-3)

Źródło: FilmPolski.pl.

## Wyróżnienia

### Indywidualne
- Nominacja do Orła (2014) w kategorii: Najlepszy filmowy serial fabularny, za serial „Wataha” (wraz z: Kasia Adamik[4])

### Wyróżnienia dla filmów
- serial Druga szansa – nominacja do Telekamery (2017) w kategorii serial[5].